# Équation fonctionnelle
En mathématiques, une équation fonctionnelle est une équation dont les inconnues sont des fonctions. De nombreuses propriétés de fonctions peuvent être déterminées en étudiant les équations auxquelles elles satisfont. D'habitude, le terme « équation fonctionnelle » est réservé aux équations qu'on ne peut pas ramener à des équations plus simples, par exemple à des équations différentielles.

## Vocabulaire
Le cas le plus fréquent est celui où les valeurs d'une fonction et éventuellement de ses dérivées, calculées en plusieurs points, doivent satisfaire une relation, dite relation fonctionnelle, pour toutes les valeurs de la variable (du moins sur un certain domaine). Deux approches distinctes sont possibles :
- lorsqu'on étudie une fonction en particulier, il peut être utile de mettre en évidence une relation fonctionnelle qu'elle satisfait, comme la relation  {\displaystyle x\Gamma (x)=\Gamma (x+1)\,} satisfaite par la fonction gamma d'Euler, ou celle satisfaite par la fonction zêta de Riemann : {\displaystyle \zeta (s)=2^{s}\pi ^{s-1}\sin \left({\frac {\pi s}{2}}\right)\Gamma (1-s)\zeta (1-s)}. On en déduit ensuite d'autres propriétés de la fonction : par exemple que la fonction zêta de Riemann s'annule aux nombres entiers strictement négatifs pairs, et ne possède pas d'autres zéros en dehors de la bande {\displaystyle 0<{\mathfrak {Re}}(s)<1} ;

- lorsqu'on résout une équation fonctionnelle à proprement parler, on étudie l'ensemble des fonctions satisfaisant une relation donnée. Un exemple est la recherche des fonctions vérifiant {\displaystyle f\left({az+b \over cz+d}\right)=(cz+d)^{k}f(z)} (où {\displaystyle a,b,c} et {\displaystyle d} sont des entiers naturels vérifiant {\displaystyle ad-bc=1}) qu'on appelle des formes modulaires. 
Il arrive que certaines conditions analytiques soient exigées. Le théorème de Bohr-Mollerup en est un exemple. En l'absence de ces conditions, une équation fonctionnelle très simple comme l'équation fonctionnelle de Cauchy peut avoir des solutions très irrégulières.

Lorsque l'équation relie les valeurs d'une fonction et de ses dérivées en un même point, elle est appelée équation différentielle. D'autres équations utilisent des propriétés globales des fonctions inconnues ; on parle par exemple d'équations intégrales, ou de problèmes d'optimisation (lesquels sont l'objet du calcul des variations), comme le problème de Plateau.

## Exemples
Pour les cinq premiers exemples :
- {\displaystyle f(x+y)=f(x)+f(y)} : équation fonctionnelle de Cauchy, dont les solutions continues sont les fonctions linéaires ;

- {\displaystyle f(x+y)=f(x)f(y)}, dont les solutions continues sont les fonctions exponentielles ;
- {\displaystyle f(xy)=f(x)+f(y)}, dont les solutions continues sont les fonctions logarithmes ;
- {\displaystyle f(xy)=f(x)f(y)}, dont les solutions continues sont les fonctions puissances ;
- {\displaystyle f\left({\dfrac {x+y}{2}}\right)={\dfrac {f(x)+f(y)}{2}}} : équation fonctionnelle de Jensen, dont les solutions continues sont les fonctions affines ;
- {\displaystyle f(x+T)=f(x)}, définissant les fonctions périodiques de période {\displaystyle T} ;
- {\displaystyle f(az)=af(z)(1-f(z))} (équation de Poincaré)

- {\displaystyle f(x+y)+f(x-y)=2f(x)f(y)} (équation fonctionnelle de d'Alembert)
Les solutions continues sont les fonctions constantes 0, 1, et les fonctions trigonométriques cosinus et cosinus hyperbolique ;
- {\displaystyle f(h(x))=f(x)+1} (Abel) ;
- {\displaystyle f(h(x))=cf(x)} (Schröder).
L'équation de Schröder est satisfaite par la fonction de Koenigs (en).
- {\displaystyle f(f(x))=g(x)}, autrement dit la détermination d'une racine carrée fonctionnelle.
- Une forme simple d'équation fonctionnelle est la relation de récurrence, dont la fonction inconnue est une suite (formellement : une fonction définie sur l'ensemble des entiers) et qui met en jeu l'opérateur de décalage.
- L'associativité et la commutativité sont des équations fonctionnelles. Quand la loi de composition interne est représentée sous sa forme habituelle, par un symbole entre les deux variables, son associativité s'écrit comme suit :{\displaystyle (a*b)*c=a*(b*c).}

Mais si l'on écrit {\displaystyle f(a,b)} au lieu de {\displaystyle a*b}, alors l'associativité de la loi ressemble plus à ce que l'on entend conventionnellement par « équation fonctionnelle » :
Un point commun à tous ces exemples est que dans chacun des cas, deux ou plusieurs fonctions (tantôt la multiplication par une constante, tantôt l'addition de deux variables, tantôt la fonction identité) sont substituées à l'inconnue.[Quoi ?]

## Formule de réflexion
On parle de formule de réflexion est une équation fonctionnelle caractérisant une fonction {\displaystyle f} entre sa valeur en tout point {\displaystyle x} d'un domaine défini et sa valeur en {\displaystyle -x}, ou plus généralement, sa forme décalée {\displaystyle f(a-x)}.

### Exemples
Les formules de réflexion simples comme {\displaystyle f(x)=f(-x)} ou {\displaystyle f(x)=-f(-x)} impliquent l'étude de la parité des fonctions solutions (la première caractérise les fonctions paires, la seconde pour les fonctions impaires).
Un des exemples les plus connus est la formule des compléments de la fonction gamma, démontré par Leonhard Euler
{\displaystyle \forall z\in ]0;1[,\ \Gamma (z)\Gamma (1-z)={\frac {\pi }{\sin(\pi z)}}.}
La formule de réflexion pour la fonction zêta de Riemann est donnée par :
{\displaystyle \zeta (1-z)={\frac {2}{(2\pi )^{z}}}\cos \left({\frac {\pi z}{2}}\right)\Gamma (z)\zeta (z).}
qu'on peut réécrire de façon équivalente
{\displaystyle -\pi \zeta (-z)={\frac {1}{(2\pi )^{z}}}\sin \left({\frac {\pi z}{2}}\right)\Gamma (z+1)\zeta (z+1).}
La fonction xi de Riemann vérifie la formule de réflexion
{\displaystyle \xi (z)=\xi (1-z).}
La fonction G de Barnes vérifie la formule de réflexion
{\displaystyle G(z+1)=\Gamma (z)G(z).}
Le dilogarithme vérifie les formules de réflexion
{\displaystyle \mathrm {Li} _{2}({\frac {1}{z}})=-\mathrm {Li} _{2}(z)-{\frac {\pi ^{2}}{6}}-{\frac {1}{2}}\ln(-z)^{2}.}
{\displaystyle \mathrm {Li} _{2}(1-z)=-\mathrm {Li} _{2}(z)+{\frac {\pi ^{2}}{6}}-\ln(z)\ln(1-z).}
La fonction L de Rogers vérifie la formule de réflexion
{\displaystyle L(x)+L(1-x)=1.}
La série L de Dirichlet associée à la fonction tau de Ramanujan {\displaystyle f(s)} vérifie la formule de réflexion
{\displaystyle {\frac {f(s)\Gamma (s)}{(2\pi )^{s}}}={\frac {f(12-s)\Gamma (12-s)}{(2\pi )^{12-s}}}.}

## Relation de duplication
On parle de formule de duplication quand l'équation fonctionnelle fait intervenir les valeurs en {\displaystyle f(2x)} ou {\displaystyle f(x^{2})}.

### Exemples
De ses liens avec la fonction bêta, on peut montrer que la fonction gamma vérifie la « formule de duplication de Legendre » :
{\displaystyle {\frac {\Gamma (z)^{2}}{\Gamma (2z)}}=2^{1-2z}{\frac {\Gamma ({\frac {1}{2}})\Gamma (z)}{\Gamma (z+{\frac {1}{2}})}}.}
Le dilogarithme satisfait à
{\displaystyle \mathrm {Li} _{2}(z^{2})=2(\mathrm {Li} _{2}(z)+\mathrm {Li} _{2}(-z)).}
La fonction L de Rogers vérifie la formule de duplication :
{\displaystyle {\frac {1}{2}}L(x^{2})=L(x)-L\left({\frac {x}{1+x}}\right).}

## Applications
Étude de fonctions
Les équations fonctionnelles peuvent faire apparaître des propriétés remarquables des solutions (symétrie, domaine de définition, ...) et simplifient l'expression de certaines valeurs.
Calcul de valeurs particulières
Les formules de réflexion permettent le calcul de valeurs particulières de fonctions spéciales. Par exemple, en sachant que la fonction gamma est positive sur {\displaystyle ]1,+\infty [}, la formule des compléments prise en {\displaystyle z={\dfrac {1}{2}}} permet d'établir que {\displaystyle \Gamma \left({\dfrac {1}{2}}\right)={\sqrt {\pi }}}.
Prolongement analytique
Par les formules de réflexion, on peut définir un prolongement analytique de la fonction. Par exemple, la définition de base de la fonction zêta de Riemann n'est valable que pour tout nombre complexe de partie réelle strictement supérieure à {\displaystyle 1}, or la formule de réflexion donnée permet de l'étendre sur tout le plan complexe, sauf {\displaystyle 0} et {\displaystyle 1}.